# Лявлево
Лявлево — деревня в Ореховском сельском поселении Галичского района Костромской области России.

## География
Деревня расположена на берегу реки Лялевки или Тебза.

## История
Согласно Спискам населенных мест Российской империи в 1872 году деревня относилась к 1 стану Галичского уезда Костромской губернии. В ней числилось 37 дворов, проживало 95 мужчин и 121 женщина.
Согласно переписи населения 1897 года в деревне проживало 262 человека (130 мужчин и 132 женщины).
Согласно Списку населенных мест Костромской губернии в 1907 году деревня относилась к Новографской волости Галичского уезда Костромской губернии. По сведениям волостного правления за 1907 год в ней числилось 58 крестьянских дворов и 275 жителей. В деревне имелись маслобойный завод и толч. Основными занятиями жителей деревни, помимо земледелия, был плотницкий промысел и сельскохозяйственные работы.
До муниципальной реформы 2010 года деревня также входила в состав Костомского сельского поселения.

## Население
| 2008 | 2010 | 2012 | 2014 |
| ---- | ---- | ---- | ---- |
| 6    | →6   | ↗8   | ↘7   |